# 12-біт архітектура
У комп'ютерній архітектурі 12-бітовими називають цілі числа, адреси пам'яті або інші дані, які мають ширину 12 біт (1,5 октети). Крім того, 12-бітну архітектуру мають процесор і арифметико-логічний пристрій, засновані на регістрах, шинах адреси або  даних такого розміру.
Можливо, найвідомішим 12-бітним процесором є PDP-8 і його родичі, як от мікропроцесори сімейства Intersil 6100, які випускались у різних варіантах з серпня 1963 до середини 1990-х років. Багато аналого-цифрових перетворювачів (АЦП) мають 12-бітову роздільну здатність. У деяких моделях мікроконтролерів PIC 12-бітною є розрядність команд.
12 двійкових цифр, або 3 нібли, мають 4096 (100008, 100016) різних комбінацій. Отже, мікропроцесор з 12-розрядними адресами пам'яті може безпосередньо отримати доступ до 4096 слів (4 KW). У той час, коли були поширені коди символів з шести бітів,  12-бітове слово мало зручний розмір, бо могло вмістити два таких символи. В IBM System/360 формат інструкцій використовував 12-бітне поле зміщення, яке додавалось до базового регістра і дозволяло адресувати 4096 біт пам'яті.

## Список 12-бітових комп'ютерних систем
- Digital Equipment Corporation
  - PDP-5[en]
  - PDP-8
  - PDP-12[en]
  - PDP-14[en]
  - DECmate[en], персональний комп'ютер на основі Intersil 6100
- Control Data Corporation
  - CDC 6600 — периферійний процесор (ПП)
  - CDC 160[en] серія комп'ютерів
- NCR 315[en] виробництва NCR Corporation
- SDS 92 виробництва Scientific Data Systems[en]
- Автомобільний блок керування двигуном Ford EEC[en] компанії Ford Motor
- PC12 minicomputer[en]
- Ferranti Argus[en]Ferranti Аргус
- LINC[en], пізніше була комерціалізована DEC як LINC-8[en]
- Electronic Arrays 9002[en] (12-бітна адресація, але 8-бітний центральний процесор)